# Salpingogaster bipunctifrons
Salpingogaster bipunctifrons är en tvåvingeart som beskrevs av Charles Howard Curran 1934. Salpingogaster bipunctifrons ingår i släktet Salpingogaster och familjen blomflugor.
Artens utbredningsområde är Guyana. Inga underarter finns listade i Catalogue of Life.